# Erik Næsbak Brenden
Erik Næsbak Brenden (Elverum, 7 gennaio 1994) è un calciatore norvegese, centrocampista del Nybergsund.

## Carriera

### Club
Næsbak Brenden ha cominciato la carriera professionistica con la maglia del Nybergsund, per cui ha esordito in 1. divisjon in data 10 aprile 2011: ha sostituito Damion Williams nella sconfitta per 5-2 subita sul campo del Mjøndalen. Il 30 ottobre successivo ha realizzato la prima rete in campionato, nella sconfitta per 2-6 subita in casa contro lo Strømmen. Alla fine di quella stessa stagione, il Nybergsund è retrocesso in 2. divisjon.
Il 26 novembre 2015, Næsbak Brenden ha firmato un contratto biennale con il Lillestrøm, che sarebbe stato valido a partire dal 1º gennaio 2016. Il 7 maggio 2016 ha pertanto debuttato in Eliteserien, subentrando a Marius Lundemo nella sconfitta per 3-1 patita sul campo dello Strømsgodset. Il 15 luglio 2017 ha realizzato il primo gol nella massima divisione locale, nel 2-2 casalingo contro lo Stabæk. Ha fatto parte della squadra che ha vinto il Norgesmesterskapet 2017.
Il 3 gennaio 2018, il Lillestrøm ha reso noto d'aver rinnovato il contratto di Næsbak Brenden fino al 31 dicembre 2019. Il 2 agosto seguente ha giocato la prima partita nelle competizioni europee per club, venendo schierato titolare nella partita persa per 1-2 contro il LASK.
Al termine del campionato 2019, il Lillestrøm è retrocesso in 1. divisjon. L'8 gennaio 2020, il club ha confermato che Næsbak Brenden non aveva rinnovato il contratto scaduto il 31 dicembre, lasciando quindi la squadra.
Il 13 gennaio 2020, Næsbak Brenden ha siglato un accordo biennale con il Sandefjord. Il 16 giugno successivo ha debuttato con questa casacca, schierato titolare nella vittoria per 1-2 in casa dell'Odd. Il 26 luglio è arrivata la prima rete, con cui ha sancito il successo per 1-0 sul Mjøndalen.
Svincolato dopo l'esperienza al Sandefjord, in data 27 gennaio 2022 ha firmato un accordo valido per due stagioni con il Jerv. Alla fine del contratto, il Jerv lo ha lasciato libero.
Il 3 aprile 2024 ha firmato un contratto annuale con il Mjøndalen.

### Nazionale
Næsbak Brenden ha giocato 2 partite per la Norvegia under 18.

## Statistiche

### Presenze e reti nei club
Statistiche aggiornate al 3 aprile 2024.
| Stagione          | Club              | Campionato        | Campionato | Campionato | Coppe nazionali | Coppe nazionali | Coppe nazionali | Coppe continentali | Coppe continentali | Coppe continentali | Supercoppe | Supercoppe | Supercoppe | Totale | Totale |
| Stagione          | Club              | Comp              | Pres       | Reti       | Comp            | Pres            | Reti            | Comp               | Pres               | Reti               | Comp       | Pres       | Reti       | Pres   | Reti   |
| ----------------- | ----------------- | ----------------- | ---------- | ---------- | --------------- | --------------- | --------------- | ------------------ | ------------------ | ------------------ | ---------- | ---------- | ---------- | ------ | ------ |
| 2011              | Nybergsund        | 1D                | 22         | 1          | CN              | 1               | 0               | -                  | -                  | -                  | -          | -          | -          | 23     | 1      |
| 2012              | Nybergsund        | 2D                | 24         | 4          | CN              | 1               | 0               | -                  | -                  | -                  | -          | -          | -          | 25     | 4      |
| 2013              | Nybergsund        | 2D                | 23         | 3          | CN              | 2               | 0               | -                  | -                  | -                  | -          | -          | -          | 25     | 3      |
| 2014              | Nybergsund        | 2D                | 24         | 5          | CN              | 2               | 0               | -                  | -                  | -                  | -          | -          | -          | 26     | 5      |
| 2015              | Nybergsund        | 2D                | 18         | 8          | CN              | 1               | 0               | -                  | -                  | -                  | -          | -          | -          | 19     | 8      |
| Totale Nybergsund | Totale Nybergsund | Totale Nybergsund | 111        | 21         |                 | 7               | 0               |                    | -                  | -                  |            | -          | -          | 118    | 21     |
| 2016              | Lillestrøm        | ES                | 6          | 0          | CN              | 2               | 1               | -                  | -                  | -                  | -          | -          | -          | 8      | 1      |
| 2017              | Lillestrøm        | ES                | 14         | 2          | CN              | 4               | 0               | -                  | -                  | -                  | -          | -          | -          | 18     | 2      |
| 2018              | Lillestrøm        | ES                | 24         | 0          | CN              | 6               | 2               | UEL                | 1                  | 0                  | SN         | 1          | 0          | 32     | 2      |
| 2019              | Lillestrøm        | ES                | 18+1       | 0          | CN              | 3               | 0               | -                  | -                  | -                  | -          | -          | -          | 22     | 0      |
| Totale Lillestrøm | Totale Lillestrøm | Totale Lillestrøm | 62+1       | 2+0        |                 | 15              | 3               |                    | 1                  | 0                  |            | 1          | 0          | 80     | 5      |
| 2020              | Sandefjord        | ES                | 25         | 1          | -               | -               | -               | -                  | -                  | -                  | -          | -          | -          | 25     | 1      |
| 2021              | Sandefjord        | ES                | 20         | 3          | CN              | 1               | 0               | -                  | -                  | -                  | -          | -          | -          | 21     | 3      |
| Totale Sandefjord | Totale Sandefjord | Totale Sandefjord | 45         | 4          |                 | 1               | 0               |                    | -                  | -                  |            | -          | -          | 46     | 4      |
| 2022              | Jerv              | ES                | 21         | 3          | CN              | 1               | 0               | -                  | -                  | -                  | -          | -          | -          | 22     | 3      |
| 2023              | Jerv              | 1D                | 21         | 2          | CN              | 0               | 0               | -                  | -                  | -                  | -          | -          | -          | 21     | 2      |
| Totale Jerv       | Totale Jerv       | Totale Jerv       | 42         | 5          |                 | 1               | 0               |                    | -                  | -                  |            | -          | -          | 43     | 5      |
| 2024              | Mjøndalen         | 1D                | 0          | 0          | CN              | 0               | 0               | -                  | -                  | -                  | -          | -          | -          | 0      | 0      |
| Totale            | Totale            | Totale            | 260+1      | 32+0       |                 | 24              | 3               |                    | 1                  | 0                  |            | 1          | 0          | 287    | 35     |

## Palmarès

### Club

#### Competizioni nazionali
- Coppa di Norvegia: 1

Lillestrøm: 2017